# Nunmafo (Amabi Oefeto Timur)
Nunmafo is een bestuurslaag in het regentschap Kupang van de provincie Oost-Nusa Tenggara, Indonesië. Nunmafo telt 1827 inwoners (volkstelling 2010).